# Живучка туркестанская
Живу́чка туркеста́нская (лат. Ájuga turkestánica) — один из видов рода Живучка семейства Яснотковые; является эндемиком Западного Тянь-Шаня и Гиссаро-Алая, произрастает в предгорьях Узбекистана и Таджикистана.

## Биологическое описание
Растение является многолетним маловетвистым полукустарником с мощным корнем и высокими, 10-50 см высотой стеблями. Стебли толстые, 3-5 мм в диаметре, светлобурые, иногда красноватые, редко лишь снизу беловатые; голые, лишь в верхней части вместе с тончайшими прижатыми листьями мягко опушённые, сероватые; безлистных одревесневших и колючих ветвей обычно не бывает. Цветки 25-40 мм длиной, розовые или пурпуровые, на цветоножках.

## Химический состав
Растение содержит флавоноиды, иридоиды, до 0,08% фитоэкдистероидов (экдистерон, туркестерон, инокостерон, аюгастерон), 0,06% дитерпеноида фитола, гарпагид, дубильные вещества и эфирное масло. Семена содержат жирное масло.

## Использование
Живучка туркестанская является нетоксичным растением. Надземная часть используется в качестве ингредиента в тонизирующих напитках (чаях). Сушеные зеленые листья и верхушки цветущих стеблей употребляют при изготовлении вяжущих настоев, которые употребляются при диарее. Они также используются для полоскания полости рта при различных воспалительных заболеваниях, таких как ангина и гингивит.
Экстракты из побегов живучки туркестанской применяются в спортивной медицине.

## Таксономическое положение
Вид Живучка туркестанская вместе с другими примерно пятьюдесятью видами относится к роду Живучка (Ajuga) подсемейства Яснотковые (Lamioideae) семейства Яснотковые (Lamiaceae).
|  |                                                                              |                         |                         |                         |                         |                         |                         |                        | |                        |                        |                        | |                        |                        |  | |  |  |  |
|  | отдел Цветковые, или Покрытосеменные (классификация согласно Системе APG II) |                         |                         |                         |                         |                         |                         |                        | |                        |                        |                        | |                        |                        |  | |  |  |  |
|  |                                                                              |                         |                         |                         |                         |                         |                         |                        | |                        |                        |                        | |                        |                        |  | |  |  |  |
|  | порядок Ясноткоцветные                                                       | порядок Ясноткоцветные  | порядок Ясноткоцветные  | порядок Ясноткоцветные  | порядок Ясноткоцветные  | порядок Ясноткоцветные  | порядок Ясноткоцветные  | порядок Ясноткоцветные | порядок Ясноткоцветные | порядок Ясноткоцветные | порядок Ясноткоцветные | порядок Ясноткоцветные | порядок Ясноткоцветные | порядок Ясноткоцветные | порядок Ясноткоцветные |  | ещё 44 порядка цветковых растений, из которых к ясноткоцветным наиболее близки Гарриецветные, Горечавкоцветные и Паслёноцветные |  |  |  |
|  |                                                                              |                         |                         |                         |                         |                         |                         |                        | |                        |                        |                        | |                        |                        |  | ещё 44 порядка цветковых растений, из которых к ясноткоцветным наиболее близки Гарриецветные, Горечавкоцветные и Паслёноцветные |  |  |  |
|  | семейство Яснотковые                                                         | семейство Яснотковые    | семейство Яснотковые    | семейство Яснотковые    | семейство Яснотковые    | семейство Яснотковые    | семейство Яснотковые    | семейство Яснотковые   | семейство Яснотковые | семейство Яснотковые   | семейство Яснотковые   |                        | ещё 20 семейств, в том числе Акантовые, Бигнониевые, Вербеновые, Геснериевые, Заразиховые, Кунжутовые, Маслиновые, Норичниковые, Подорожниковые |                        |                        |  | ещё 44 порядка цветковых растений, из которых к ясноткоцветным наиболее близки Гарриецветные, Горечавкоцветные и Паслёноцветные |  |  |  |
|  |                                                                              |                         |                         |                         |                         |                         |                         |                        | |                        |                        |                        | ещё 20 семейств, в том числе Акантовые, Бигнониевые, Вербеновые, Геснериевые, Заразиховые, Кунжутовые, Маслиновые, Норичниковые, Подорожниковые |                        |                        |  | ещё 44 порядка цветковых растений, из которых к ясноткоцветным наиболее близки Гарриецветные, Горечавкоцветные и Паслёноцветные |  |  |  |
|  | подсемейство Живучковые                                                      | подсемейство Живучковые | подсемейство Живучковые | подсемейство Живучковые | подсемейство Живучковые | подсемейство Живучковые | подсемейство Живучковые |                        | ещё восемь подсемейств, в том числе Котовниковые (роды Базилик, Лаванда, Мелисса, Мята, Шалфей и др.), Яснотковые (Яснотка, Пустырник и др.), Погостемоновые (Погостемон и др.) |                        |                        |                        | ещё 20 семейств, в том числе Акантовые, Бигнониевые, Вербеновые, Геснериевые, Заразиховые, Кунжутовые, Маслиновые, Норичниковые, Подорожниковые |                        |                        |  | ещё 44 порядка цветковых растений, из которых к ясноткоцветным наиболее близки Гарриецветные, Горечавкоцветные и Паслёноцветные |  |  |  |
|  |                                                                              |                         |                         |                         |                         |                         |                         |                        | ещё восемь подсемейств, в том числе Котовниковые (роды Базилик, Лаванда, Мелисса, Мята, Шалфей и др.), Яснотковые (Яснотка, Пустырник и др.), Погостемоновые (Погостемон и др.) |                        |                        |                        | ещё 20 семейств, в том числе Акантовые, Бигнониевые, Вербеновые, Геснериевые, Заразиховые, Кунжутовые, Маслиновые, Норичниковые, Подорожниковые |                        |                        |  | ещё 44 порядка цветковых растений, из которых к ясноткоцветным наиболее близки Гарриецветные, Горечавкоцветные и Паслёноцветные |  |  |  |
|  | род Живучка                                                                  | род Живучка             | род Живучка             |                         | ещё четыре рода         |                         |                         |                        | ещё восемь подсемейств, в том числе Котовниковые (роды Базилик, Лаванда, Мелисса, Мята, Шалфей и др.), Яснотковые (Яснотка, Пустырник и др.), Погостемоновые (Погостемон и др.) |                        |                        |                        | ещё 20 семейств, в том числе Акантовые, Бигнониевые, Вербеновые, Геснериевые, Заразиховые, Кунжутовые, Маслиновые, Норичниковые, Подорожниковые |                        |                        |  | ещё 44 порядка цветковых растений, из которых к ясноткоцветным наиболее близки Гарриецветные, Горечавкоцветные и Паслёноцветные |  |  |  |
|  |                                                                              |                         |                         |                         | ещё четыре рода         |                         |                         |                        | ещё восемь подсемейств, в том числе Котовниковые (роды Базилик, Лаванда, Мелисса, Мята, Шалфей и др.), Яснотковые (Яснотка, Пустырник и др.), Погостемоновые (Погостемон и др.) |                        |                        |                        | ещё 20 семейств, в том числе Акантовые, Бигнониевые, Вербеновые, Геснериевые, Заразиховые, Кунжутовые, Маслиновые, Норичниковые, Подорожниковые |                        |                        |  | ещё 44 порядка цветковых растений, из которых к ясноткоцветным наиболее близки Гарриецветные, Горечавкоцветные и Паслёноцветные |  |  |  |
|  | Живучка туркестанская, Живучка ползучая и ещё около 50 видов                 |                         |                         |                         | ещё четыре рода         |                         |                         |                        | ещё восемь подсемейств, в том числе Котовниковые (роды Базилик, Лаванда, Мелисса, Мята, Шалфей и др.), Яснотковые (Яснотка, Пустырник и др.), Погостемоновые (Погостемон и др.) |                        |                        |                        | ещё 20 семейств, в том числе Акантовые, Бигнониевые, Вербеновые, Геснериевые, Заразиховые, Кунжутовые, Маслиновые, Норичниковые, Подорожниковые |                        |                        |  | ещё 44 порядка цветковых растений, из которых к ясноткоцветным наиболее близки Гарриецветные, Горечавкоцветные и Паслёноцветные |  |  |  |
|  |                                                                              |                         |                         |                         | ещё четыре рода         |                         |                         |                        | ещё восемь подсемейств, в том числе Котовниковые (роды Базилик, Лаванда, Мелисса, Мята, Шалфей и др.), Яснотковые (Яснотка, Пустырник и др.), Погостемоновые (Погостемон и др.) |                        |                        |                        | ещё 20 семейств, в том числе Акантовые, Бигнониевые, Вербеновые, Геснериевые, Заразиховые, Кунжутовые, Маслиновые, Норичниковые, Подорожниковые |                        |                        |  | ещё 44 порядка цветковых растений, из которых к ясноткоцветным наиболее близки Гарриецветные, Горечавкоцветные и Паслёноцветные |  |  |  |
|  |                                                                              |                         |                         |                         |                         |                         |                         |                        | ещё восемь подсемейств, в том числе Котовниковые (роды Базилик, Лаванда, Мелисса, Мята, Шалфей и др.), Яснотковые (Яснотка, Пустырник и др.), Погостемоновые (Погостемон и др.) |                        |                        |                        | ещё 20 семейств, в том числе Акантовые, Бигнониевые, Вербеновые, Геснериевые, Заразиховые, Кунжутовые, Маслиновые, Норичниковые, Подорожниковые |                        |                        |  | ещё 44 порядка цветковых растений, из которых к ясноткоцветным наиболее близки Гарриецветные, Горечавкоцветные и Паслёноцветные |  |  |  |
|  |                                                                              |                         |                         |                         |                         |                         |                         |                        | |                        |                        |                        | ещё 20 семейств, в том числе Акантовые, Бигнониевые, Вербеновые, Геснериевые, Заразиховые, Кунжутовые, Маслиновые, Норичниковые, Подорожниковые |                        |                        |  | ещё 44 порядка цветковых растений, из которых к ясноткоцветным наиболее близки Гарриецветные, Горечавкоцветные и Паслёноцветные |  |  |  |
|  |                                                                              |                         |                         |                         |                         |                         |                         |                        | |                        |                        |                        | |                        |                        |  | ещё 44 порядка цветковых растений, из которых к ясноткоцветным наиболее близки Гарриецветные, Горечавкоцветные и Паслёноцветные |  |  |  |
|  |                                                                              |                         |                         |                         |                         |                         |                         |                        | |                        |                        |                        | |                        |                        |  | |  |  |  |
|  |                                                                              |                         |                         |                         |                         |                         |                         |                        | |                        |                        |                        | |                        |                        |  | |  |  |  |